# Скакуны (род)
Скакуны́ (лат. Cicindela) — род жуков из семейства жужелиц. Хищные насекомые, активные в светлое время суток. Почвенные личинки роют вертикальные норы.

## Строение
Окраска тела представителей хотя бы отчасти металлическая. Надкрылья обычно несут белый рисунок, очень изменчивый в пределах вида. Усики расположены на лбу между основаниями мандибул. Наличник по бокам заходит за основание усиков. Голова вместе с крупными выпуклыми глазами шире переднеспинки.

## Распространение
В России обитают следующие виды:
- Cicindela altaica Eschscholtz, 1829
- Cicindela campestris Linnaeus, 1758
- Cicindela clypeata Fischer von Waldheim, 1821
- Cicindela coerulea Pallas, 1773
- Cicindela desertorum Dejean, 1825
- Cicendela duodecimguttata Dejean, 1825
- Cicindela gemmata Faldermann, 1835
- Cicindela hybrida Linnaeus, 1758
- Cicindela japana Motschulsky, 1858
- Cicindela lacteola Pallas, 1776
- Cicindela maritima Dejean, 1822
- Cicindela monticola Ménétriés, 1832
- Cicindela restricta Fischer von Waldheim, 1828
- Cicindela sachalinensis A. Morawitz, 1862
- Cicindela sahlbergii Fischer von Waldheim, 1824
- Cicindela soluta Dejean, 1822
- Cicindela sylvatica Linnaeus, 1758
- Cicindela transbaicalica Motschulsky, 1844
- Cicindela vulcanicola Eschscholtz, 1829
- Cicindela arenaria Fuessly, 1775

Некоторые другие виды:
- Cicindela chinensis
- Cicindela germanica Linnaeus, 1758

## Галерея

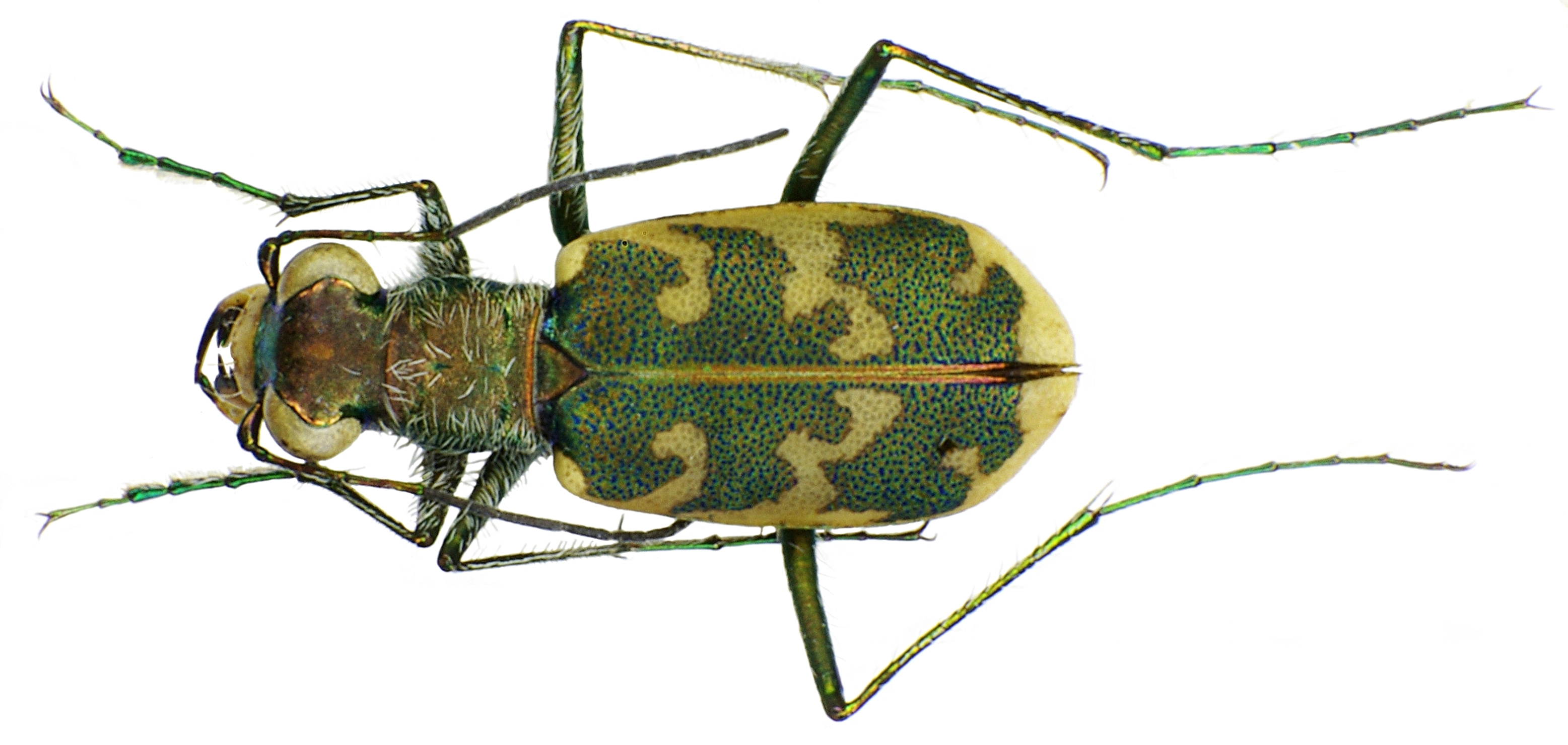
Песчаный скакун (Cicindela arenaria)
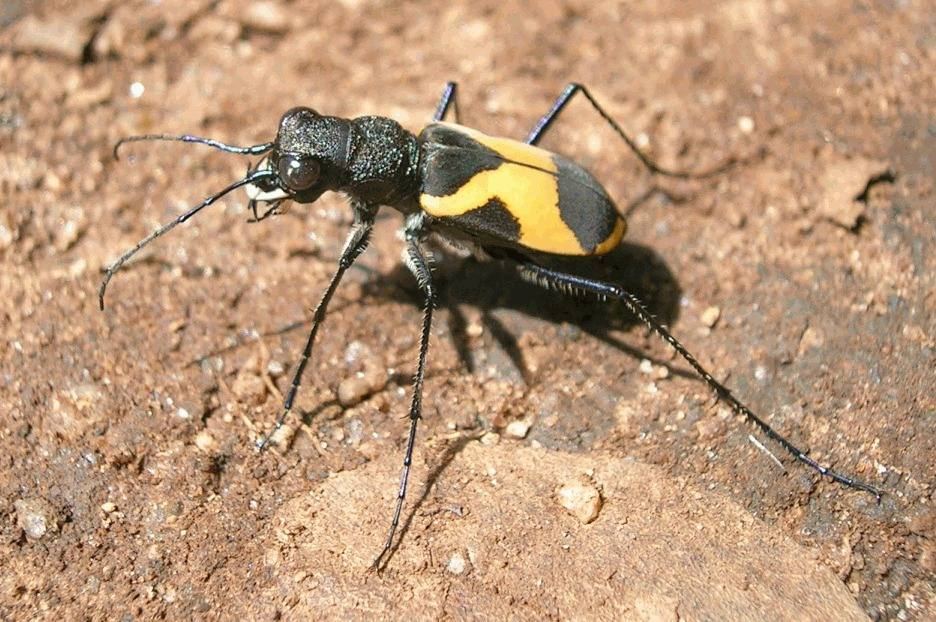
Cicindela aurofasciata
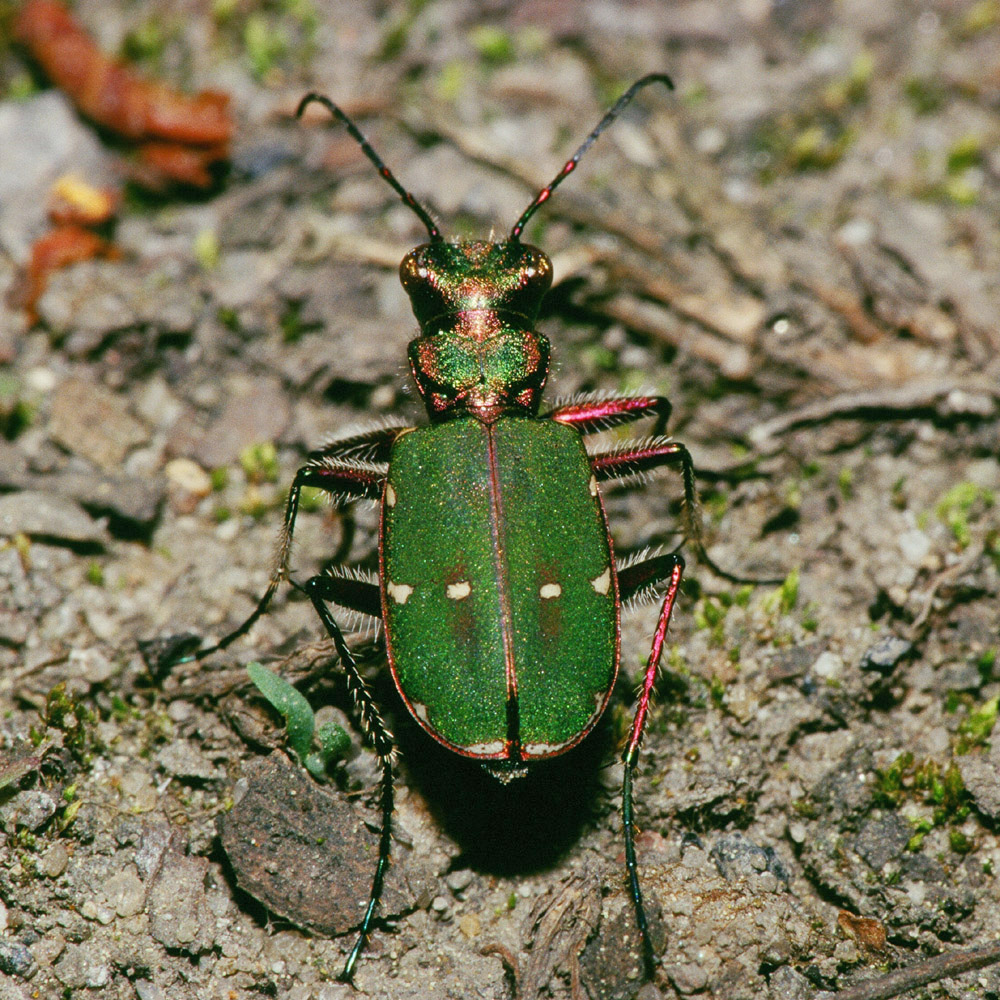
Скакун полевой (Cicindela campestris)
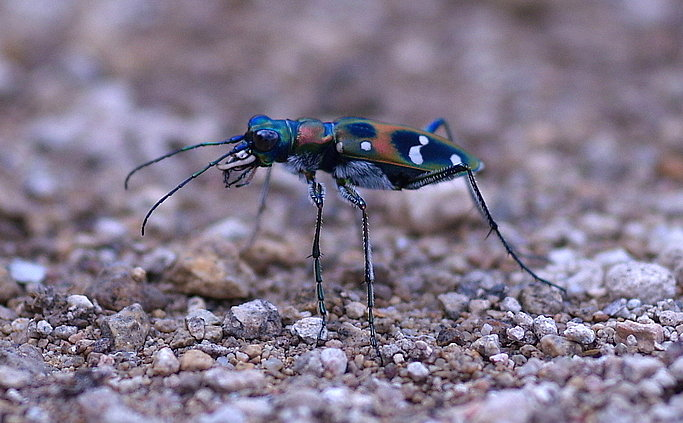
Скакун японский (Cicindela japonica)
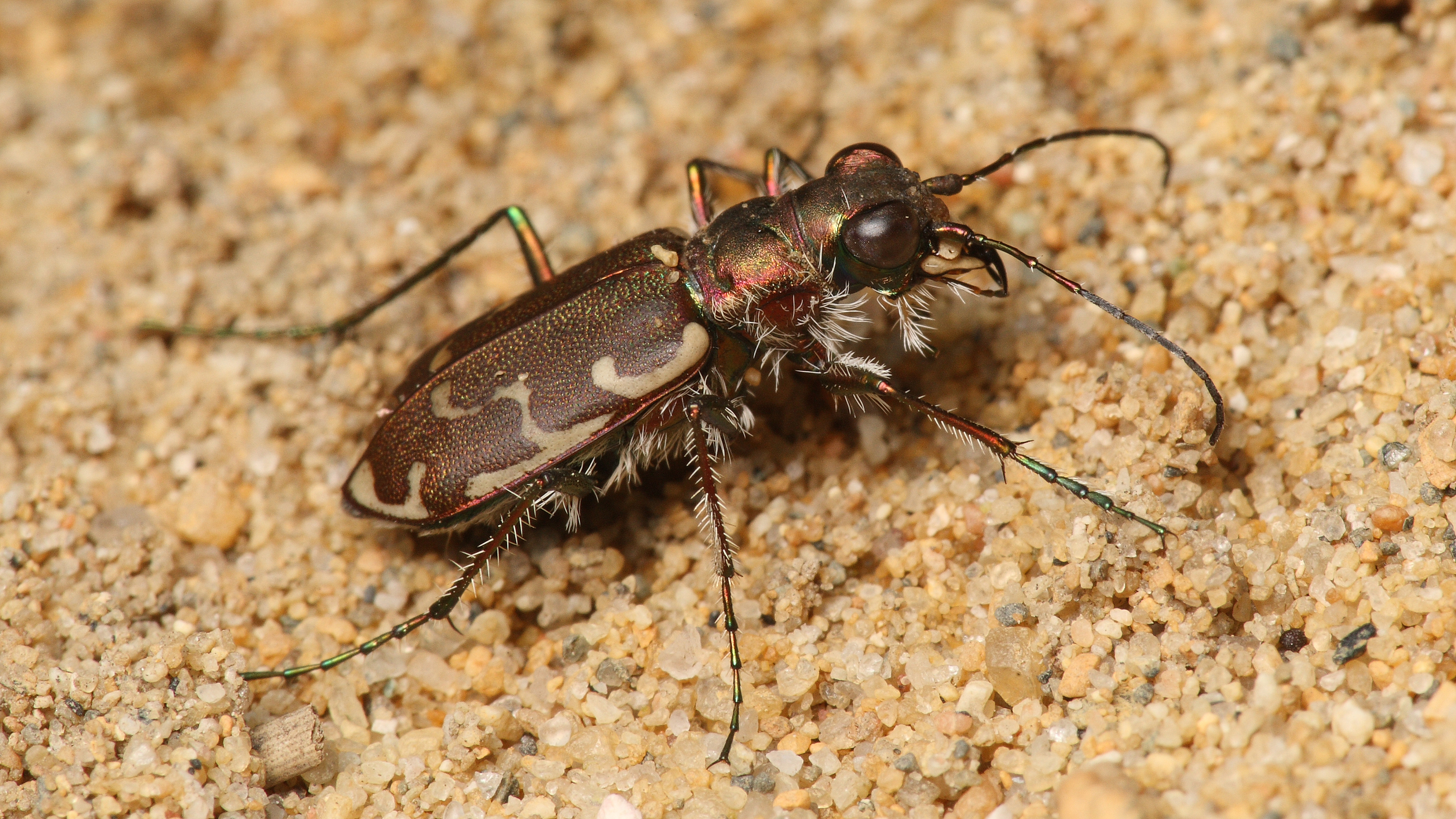
Cicindela repanda
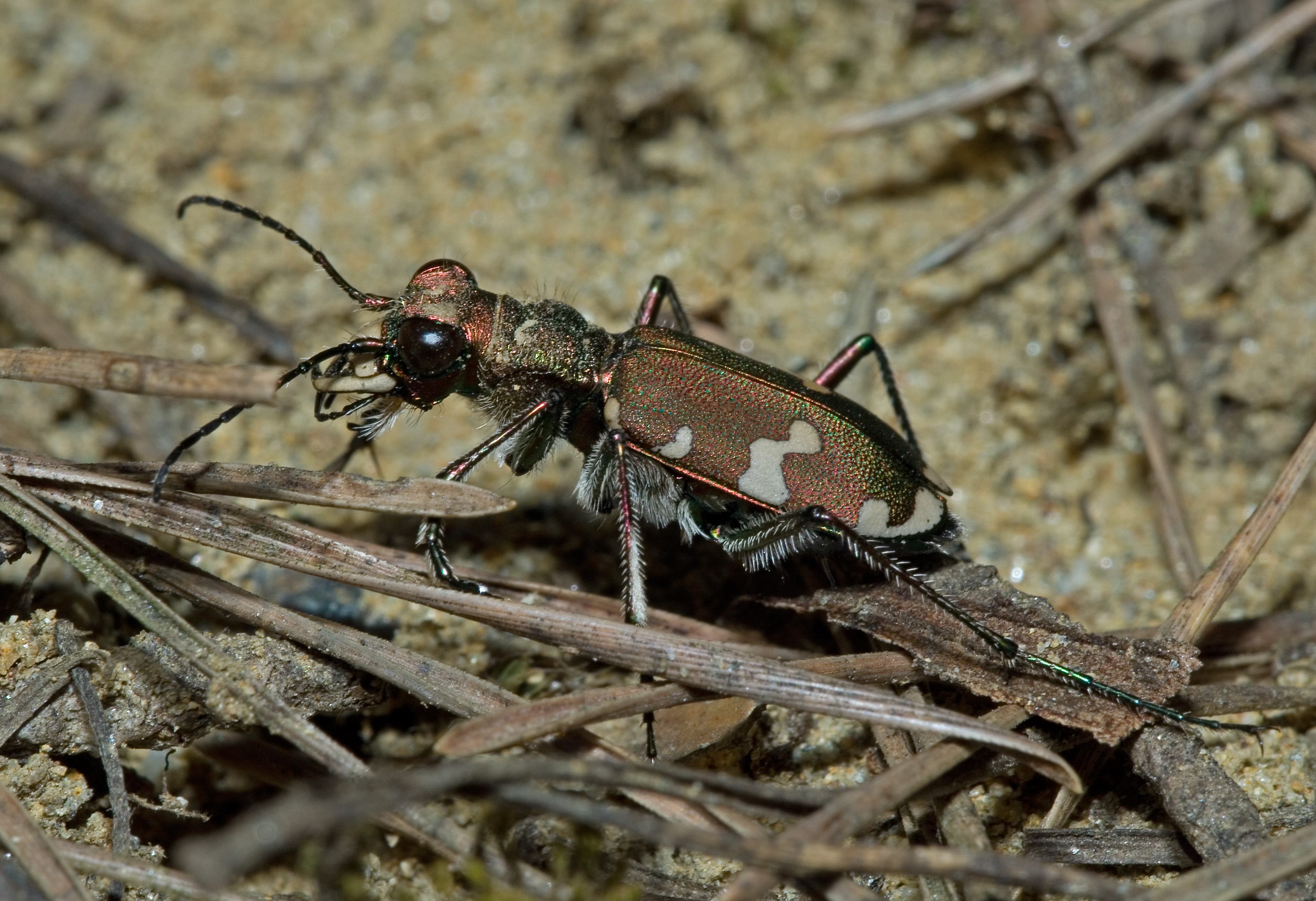
Cicindela sylvicola
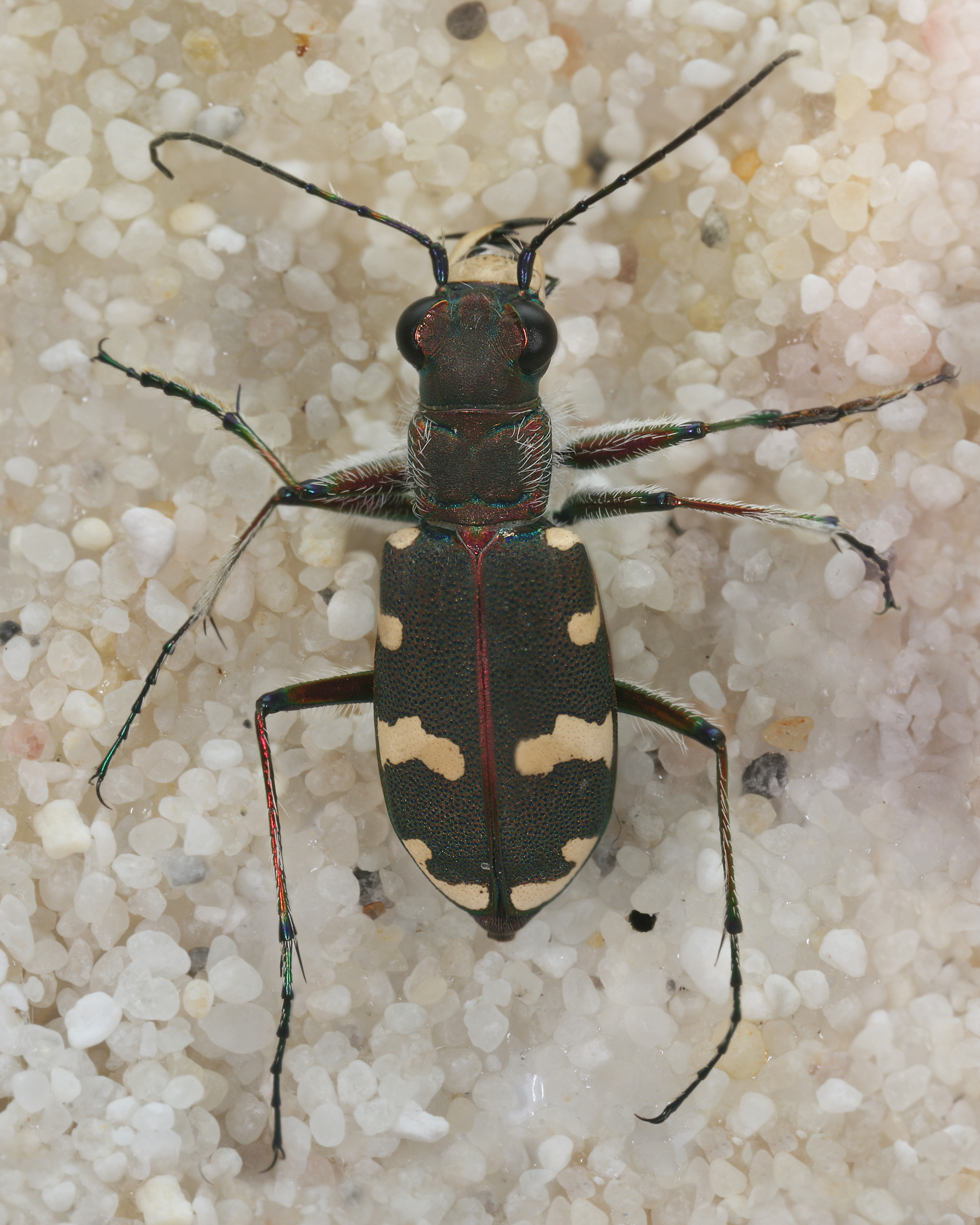
Скакун-межняк (Cicindela hybrida)